# Шилкин, Михаил Кузьмич
Михаил Кузьмич Шилкин (1923, деревня Красиловка, Смоленская губерния — 21 января 1945, Бараново, ныне гмина Бараново, Остроленкский повят, Мазовецкое воеводство, Польша) — участник Великой Отечественной войны, наводчик станкового пулемёта 364-го стрелкового полка 139-й стрелковой Рославльской Краснознамённой ордена Суворова дивизии 49-й армии 2-го Белорусского фронта, Герой Советского Союза (1945), красноармеец.

## Биография
Родился в семье крестьянина. Русский. Окончил 7 классов. Работал в колхозе.
В ноябре 1943 года призван в Красную Армию.
С марта 1944 года в составе 364-го стрелкового полка 139-й стрелковой дивизии 2-го Белорусского фронта красноармеец Шилкин участвует в Великой Отечественной войне.
В марте 1944 года в боях за рощу Крылатое в Чаусском районе Могилёвской области Беларуси стрелок 5-й стрелковой роты 364-го стрелкового полка 139-й стрелковой дивизии красноармеец Шилкин при отражении трёх вражеских атак уничтожил 6 немецких солдат.
6 апреля 1944 года приказом по 364-му стрелковому полку № 07/н Шилкин награждён медалью «За отвагу».
В июне 1944 года в боях за деревню Городец, ныне Быховского районя Могилёвской области Беларуси пулемётчик 1-й пулемётной роты 364-го стрелкового полка 139-й стрелковой дивизии красноармеец Шилкин заменил выбывшего из строя командира пулемётного расчёта и метким огнём пулемёта прикрыл наступающую пехоту, выбившую противника из деревни.
25 июня 1944 года приказом по 364-му стрелковому полку № 11/н, Шилкин награждён второй медалью «За отвагу».
21 января 1945 года, отражая контратаку противника у деревни Оборчиска, ныне гмина Бараново, Остроленкский повят, Мазовецкое воеводство, Польша, красноармеец Шилкин занял выгодную фланговую позицию. Открыв огонь по наступающей пехоте, меткими очередями нанёс врагу большой урон. Расстреляв все патронные ленты, продолжал бой гранатами. В ближнем бою уничтожил ещё 35 гитлеровских солдат. С тяжёлыми ранениями попал в плен. Фашисты нанесли отважному пулемётчику несколько штыковых ран, пытали его, требуя сведения о наших войсках. Когда же повели в тыл, Шилкин оказал сопротивление немецким солдатам и был ими убит.
Похоронен в населённом пункте Бараново (ныне гмина Бараново, Остроленкский повят, Мазовецкое воеводство, Польша).
10 апреля 1945 года Указом Президиума Верховного Совета СССР За образцовое выполнение боевых заданий командования на фронте борьбы с немецко-фашистскими захватчиками и проявленные при этом мужество и героизм красноармейцу Шилкину Михаилу Кузьмичу присвоено звание Героя Советского Союза с вручением ордена Ленина и медали «Золотая Звезда» посмертно.

## Награды
- Медаль «Золотая Звезда» Героя Советского Союза (24.03.1945);
- орден Ленина (24.03.1945);
- две медали «За отвагу» (06.04.1944, 25.06.1944).

## Память
- Имя Героя высечено золотыми буквами в зале Славы Центрального музея Великой Отечественной войны в Парке Победы города Москвы.